# Шемдинли
Шемдинли (тур. Şemdinli) — город и район в провинции Хаккяри (Турция).